# Xor (computerspel)
Xor is een computerspel dat werd ontwikkeld door Astral Software en werd uitgegeven door Atari. Het spel kwam in 1987 uit voor een aantal homecomputers. Bij het puzzelspel heeft de speler twee personages en ziet hij een groot doolhoven van bovenaf. In dit doolhof moet hij alle maskers pakken en op het scherm staat aangegeven hoeveel maskers het level heeft. Het spel heeft in totaal vijftien levels. In hogere levels kan de speler objecten verplaatsen en items laten ontploffen.
In 2004 volgde een Windowsuitgave van het spel die werd ontwikkeld en uitgegeven door Ovine by Design.

## Platforms
| Jaar | Platform                                                              |
| ---- | --------------------------------------------------------------------- |
| 1987 | Amstrad CPC, Atari ST, BBC Micro, Commodore 64, Electron, ZX Spectrum |
| 2004 | Windows                                                               |

## Ontvangst
| Beoordeeld door                       | Platform     | Datum         | Score |
| ------------------------------------- | ------------ | ------------- | ----- |
| ACE (Advanced Computer Entertainment) | Amstrad CPC  | november 1987 | 93%   |
| ACE (Advanced Computer Entertainment) | ZX Spectrum  | oktober 1987  | 93%   |
| ST Action                             | Atari ST     | juli 1988     | 73%   |
| Power Play                            | Commodore 64 | december 1987 | 70%   |
| Power Play                            | Amstrad CPC  | 1987          | 70%   |